# Sebastian Naglatzki
Sebastian Naglatzki (* 10. November 1982 in Hannover) ist ein deutscher Opernsänger (Bassbariton).

## Leben
Naglatzki wuchs in einem evangelischen Elternhaus in Hannover auf, sein Vater war Pfarrer an der Gartenkirche St. Marien. Er besuchte das Kaiser Wilhelm- und Ratsgymnasium. Bereits als Siebenjähriger sang er im Knabenchor Hannover, noch als Schüler erhielt er Gesangunterricht bei Peter Sefcik. Er studierte Gesang an der Hochschule für Musik und Theater Hamburg bei Wolfgang Löser und Hanna Schwarz, das Diplom erwarb er mit Auszeichnung. Ebenfalls in Hamburg machte er anschließend das Konzertexamen in Gesang.
Sebastian Naglatzki ist unter anderem Preisträger des internationalen Wettbewerbs für verfemte Musik und des internationalen Gesangswettbewerbs der Kammeroper Schloss Rheinsberg 2010. Er erhielt Stipendien von Yehudi Menuhin Live Music Now und vom Richard-Wagner-Verband.
Naglatzki ist unter anderem in der Laeiszhalle, der Liederhalle Stuttgart, dem Konzerthaus Berlin und im Lincoln Center aufgetreten, hat mit der Staatskapelle Berlin, den Hamburger Symphonikern, dem Staatsorchester Braunschweig, dem Philharmonischen Orchester Kiel und der Hamburger Camerata konzertiert und mit Dirigenten wie Simone Young zusammengearbeitet.
Seit der Spielzeit 2012/13 ist Naglatzki festes Ensemblemitglied der Theater und Orchester GmbH am Landestheater Neustrelitz.